# Johanniskirche (Leipzig)

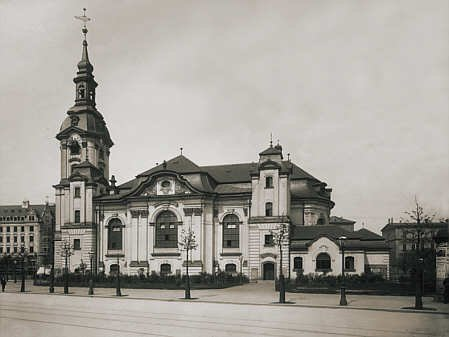
Johanniskirche vor ihrer Zerstörung.

Die Johanniskirche war eine evangelisch-lutherische Kirche in der Leipziger Ostvorstadt. Sie befand sich auf dem Johannisplatz, östlich der Innenstadt. Sie brannte im Zweiten Weltkrieg aus. Die Ruine des Kirchenschiffs wurde 1949 abgetragen, der Turm 1963 gesprengt. Auf dem zu ihr gehörenden Friedhof wurde Johann Sebastian Bach 1750 begraben.

## Geschichte

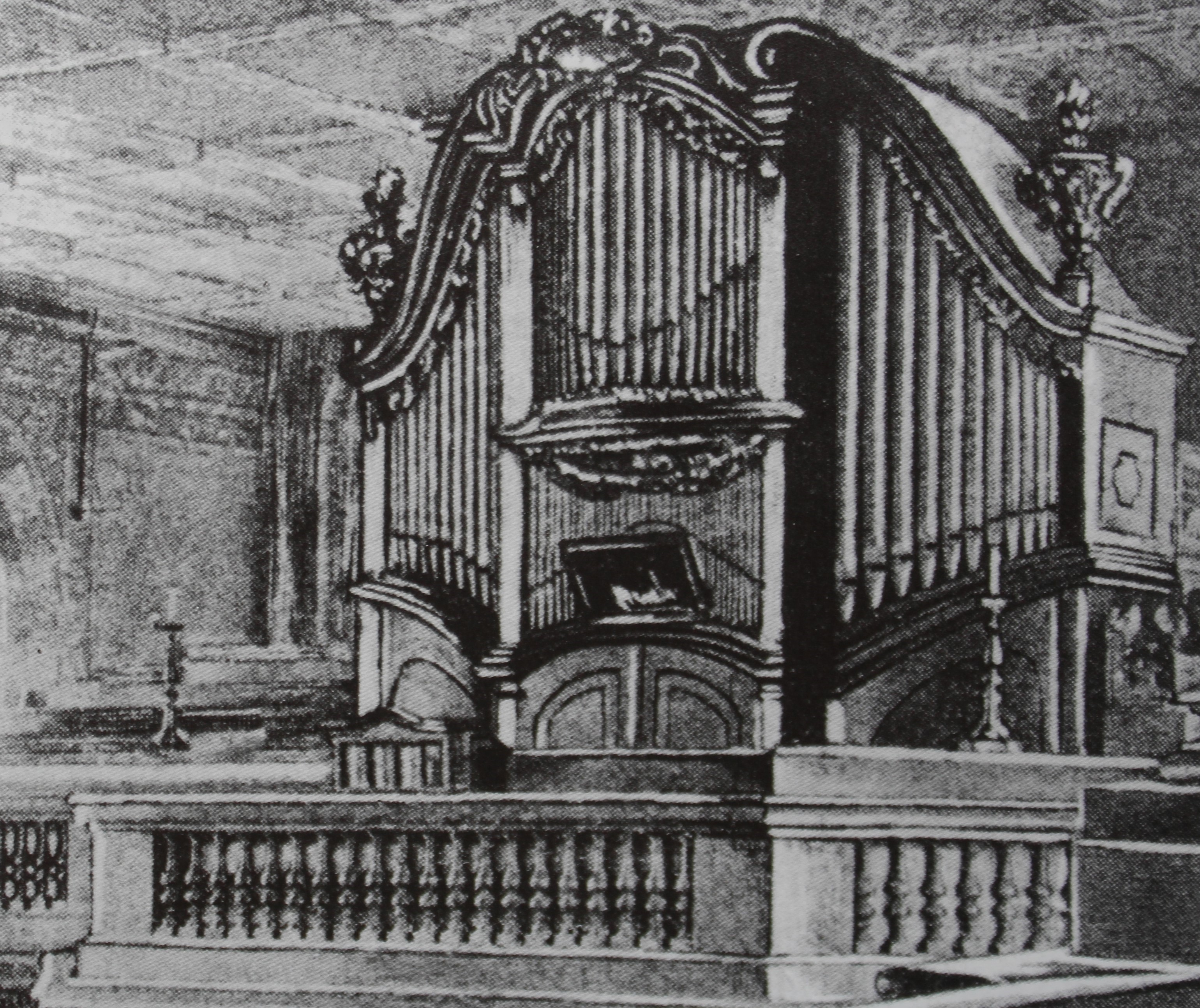
Scheibe-Orgel von 1742 um 1880

Als Kirche St. Johannis wurde sie im 14. Jahrhundert als Nachfolgerin einer älteren Kapelle des Spitals zu St. Johannis des Täufers vor dem Grimmaischen Tor erbaut, im Schmalkaldischen Krieg 1547 teilweise zerstört, dann abgebrochen und 1582–1584 neu errichtet. Das Gotteshaus erhielt 1742 eine 22-registrige Orgel von Johann Scheibe, welche von Johann Sebastian Bach und Zacharias Hildebrandt abgenommen wurde. Scheibe baute Pfeifen aus der zwei Jahre davor demontierten Schwalbennestorgel der Thomaskirche in diese Orgel ein. Erst 1746–1749 entstand der Kirchturm im Stil des Barock. 

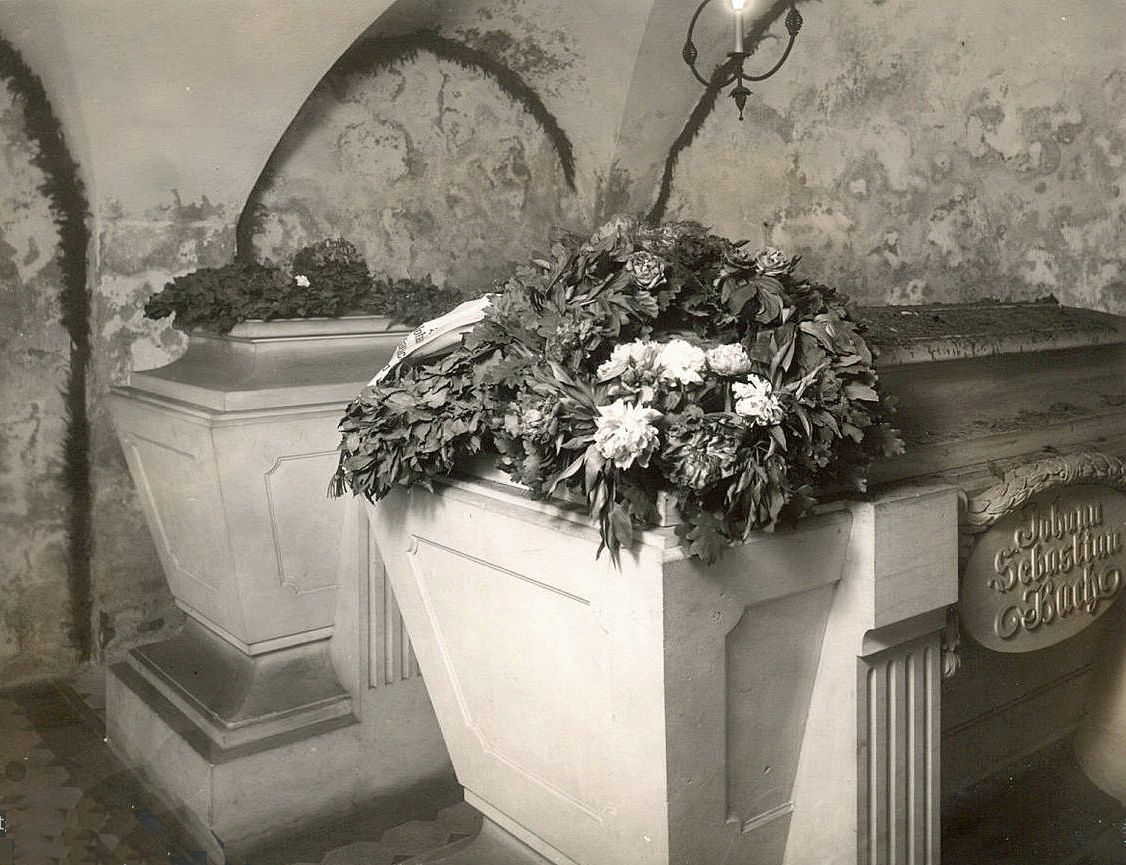
Bach-Gellert-Gruft (um 1930)

Während und nach der Völkerschlacht diente die Kirche bis 1814 als Lazarett. 1894–1897 wurde sie, mit Ausnahme des Turmes, abgetragen. Die bis dahin mehrmals umgebaute Scheibe-Orgel wurde vor dem Abriss demontiert und eingelagert. An Stelle des alten Kirchenschiffs entstand ein Gebäude nach Plänen von Hugo Licht im Stil des Neobarock. Bachs Grab lag, den damaligen Quellen zufolge, „sechs Schritte geradeaus von der Thüre an der Südseite der Kirche“. Die mutmaßlichen Gebeine Johann Sebastian Bachs, die beim Abbruch der Südwand des Kirchenschiffs am 22. Oktober 1894 exhumiert worden waren, und die Gebeine Christian Fürchtegott Gellerts wurden am 16. Juli 1900 in Sarkophagen in einer Gruft unter dem Altar der Kirche beigesetzt.
Nachdem die Kirche beim Bombenangriff am 4. Dezember 1943 auf Leipzig ausbrannte, ließ die Stadtverwaltung die Ruine des Kirchenschiffs 1949 abreißen und die Trümmer beseitigen. Dabei zeigte sich, dass die  Särge Bachs und Gellerts unbeschädigt waren. Die mutmaßlichen Gebeine Bachs wurden am 28. Juli 1949, der Überlieferung nach mit einem Handkarren, in die Thomaskirche, die Gebeine Gellerts in die Paulinerkirche überführt. Nach anderen Angaben wurden die Steinsärge im Zuge der Trümmerberäumung erst im Herbst 1949 freigelegt, von einem aufmerksamen Maurer vor der Entsorgung auf der Schuttdeponie gerettet und Bachs mutmaßliche Gebeine von diesem zur Thomaskirche gebracht. Die Kanzel der Kirche kam in das Stadtgeschichtliche Museum Leipzig.
Der gemauerte Teil des Turms der Kirche war erhalten geblieben und wurde 1956 teilsaniert. Trotz eines Gestaltungswettbewerbs zur Erhaltung des Turms und vielfachen Engagements aus der Bürgerschaft und des Denkmalschutzes beschloss auf Initiative der SED die Stadt 1963 die Beseitigung des Turms, der am 9. Mai 1963 gesprengt wurde.
Die Johannisgemeinde, die nun ohne eigene Kirche war, wurde in die Nikolaigemeinde integriert.
Nach der deutschen Wiedervereinigung und der Neubildung des Freistaats Sachsen gründete sich im Jahr 2003, vierzig Jahre nach der Sprengung, der Bürgerverein Johanniskirchturm e. V. mit dem Ziel, den Kirchturm an seinem historischen Standort wiederaufzubauen. Zunächst symbolisch wurde am 4. Dezember 2013 auf dem Johannisplatz ein Holzkreuz zur Erinnerung an die Bombennacht und an die Sprengung des Kirchturms errichtet.
Im November 2014 wurde die Gruft freigelegt, untersucht und provisorisch wieder abgedeckt. Zwei große Gellert-Figuren aus Marmor von einem Epitaph, das einst im südlichen Altarraum der Johanniskirche stand, sind erhalten geblieben und sollen restauriert werden.

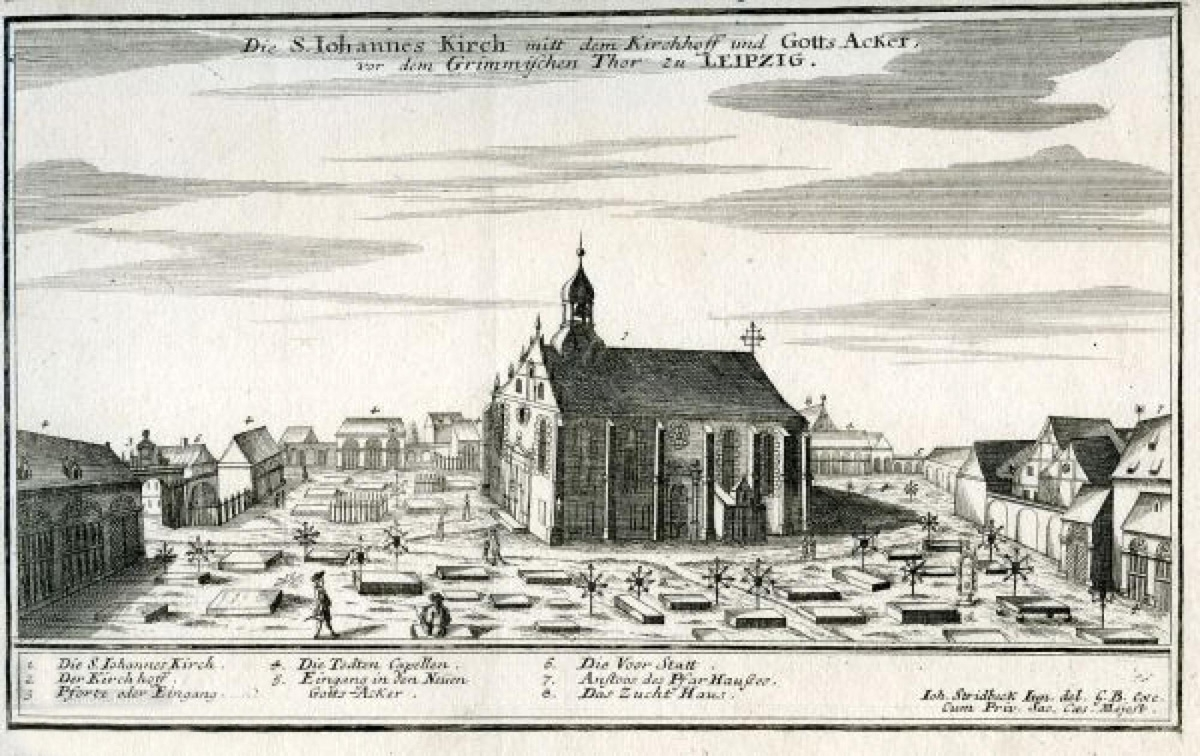
Johanniskirche auf einem Stich um 1700
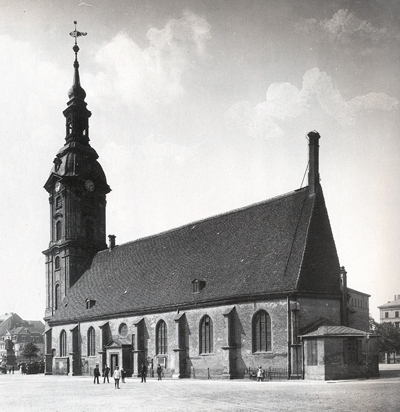
1887, vor dem Umbau durch Hugo Licht
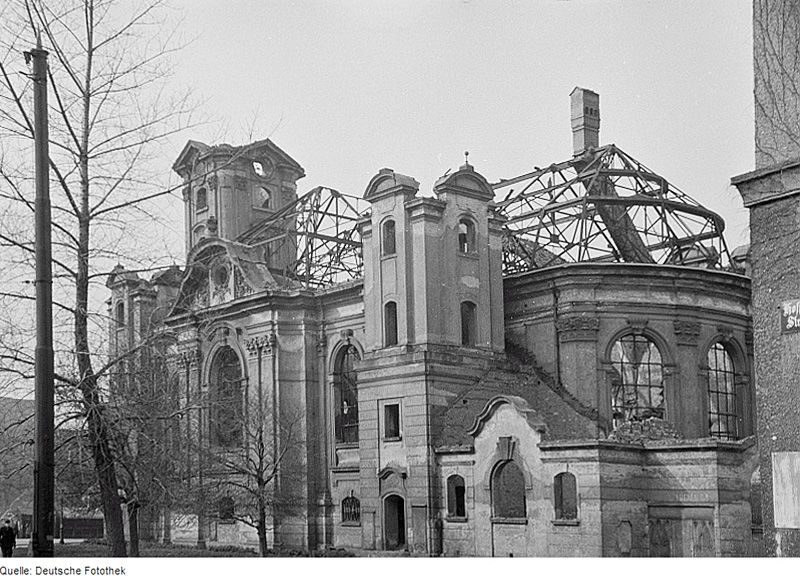
Nach dem Bombenangriff
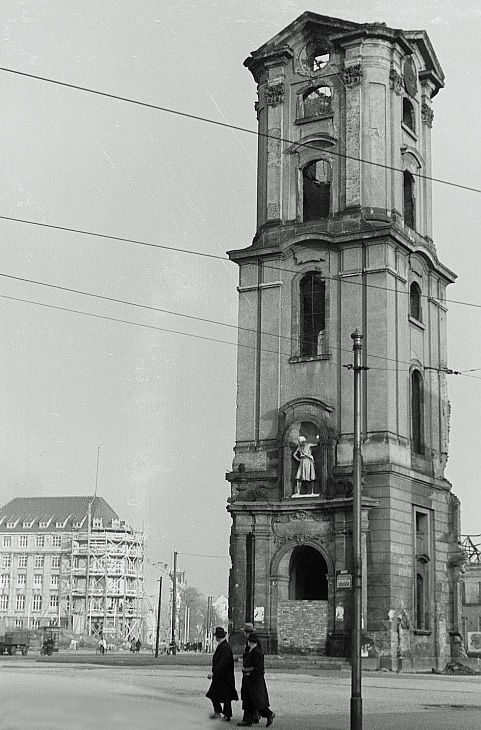
Erhaltener Turm 1951
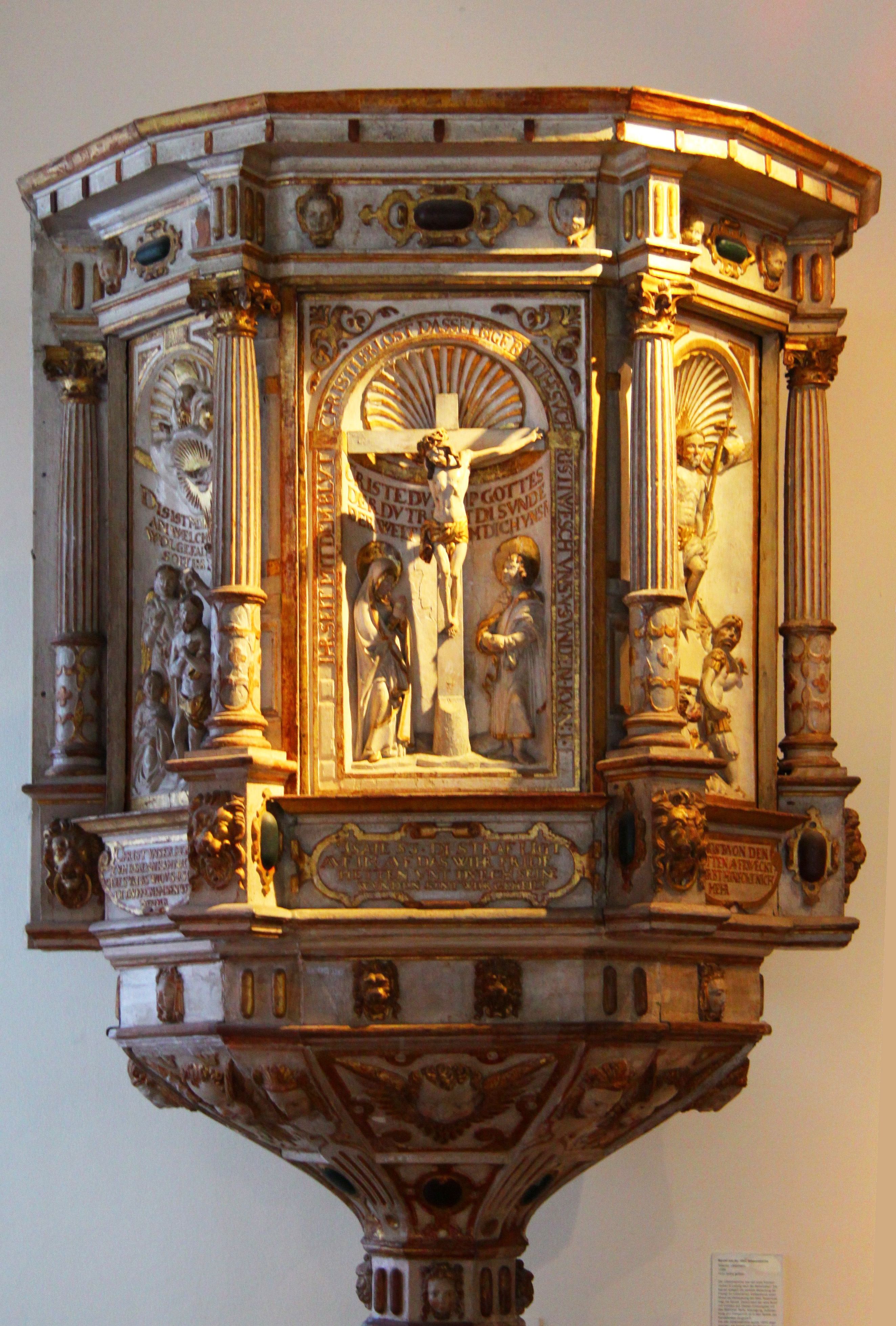
Kanzel im Stadtgeschichtlichen Museum
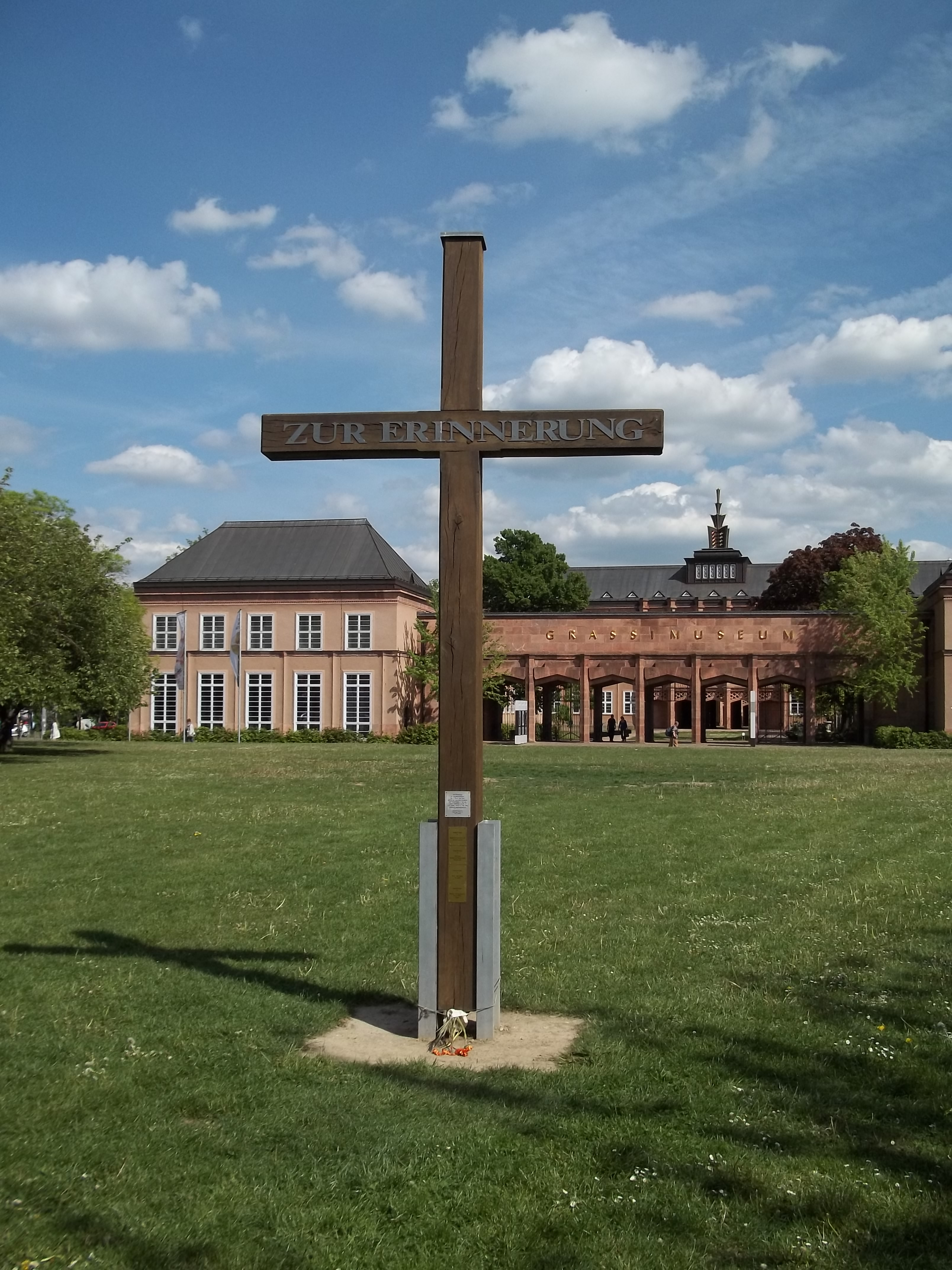
Erinnerungskreuz von 2013